# Sex Dreams and Denim Jeans
Sex Dreams and Denim Jeans – debiutancki album Uffie, którego premiera odbyła się 14 czerwca 2010 w Europie nakładem Ed Banger, Because Music oraz 21 czerwca 2010 w USA nakładem Elektra Records. Album ukazał się nakładem Ed Banger Records i Elektra Records. Producentami byli Feadz, Mr. Oizo, Mirwais, SebastiAn, J-Mat i Uffie. W nagraniu gościnnie udział wzięli Pharrell Williams i Matt Saferz The Rapture. Wśród utworów na płycie znajduje się kower piosenki "Hong Kong Garden" z repertuaru Siouxsie and the Banshees. Pełna lista utworów została przedstawiona w kwietniu 2010 roku.
Wytwórnia Ed Banger Records ogłosiła w 2006 roku zapowiadała wydanie debiutanckiego albumu Uffie na połowę lub koniec 2007 roku, potem przesunięto premierę na "gdzieś w 2008". Kolejne tournée, ślub i rozwód oraz narodziny dziecka artystki przyczyniły się do opóźnienia prac nad albumem. 3 października 2009 Busy P wyjawił tytuł albumu i zapowiedział jego wydanie na wiosnę 2010 roku.
Na płycie znalazły się utwory znane z wydanych wcześniej EP Uffie: "Pop the Glock", "First Love", "MC's Can Kiss" i "Brand New Car". 15 kwietnia 2010 miał premierę singiel "ADD SUV".

## Spis utworów
1. "Pop the Glock" (Feadz)
2. "Art of Uff" (Mr. Oizo)
3. "ADD SUV" (feat. Pharrell Williams) (Mirwais)
4. "Give It Away" (Feadz & J-Mat)
5. "MC's Can Kiss" (Mr. Oizo)
6. "Difficult" (SebastiAn)
7. "First Love" (Mr. Oizo)
8. "Sex Dreams & Denim Jeans" (Mirwais)
9. "Our Song" (Feadz & Mr Oizo)
10. "Illusion Of Love" (feat. Mattie Safer) (Mirwais & Uffie)
11. "Neuneu" (Mr. Oizo)
12. "Brand New Car" (Feadz)
13. "Hong Kong Garden" (Mirwais)
14. "Ricky" (Feadz)